# Philosepedon symmetricus
Philosepedon symmetricus är en tvåvingeart som beskrevs av Wagner 1986. Philosepedon symmetricus ingår i släktet Philosepedon och familjen fjärilsmyggor.
Artens utbredningsområde är Turkiet. Inga underarter finns listade i Catalogue of Life.